# 刘功臣
刘功臣（1951年—），汉族，中华人民共和国政治人物、第十一届全国政协委员。
加入中国共产党，担任交通部海事局常务副局长、党委委员、中国海上搜救中心常务副主任。2008年，当选第十一届全国政协委员，代表社会福利和社会保障界，分入第四十八组。